# Christian Falocchi
Christian Falocchi (Lovere, 30 gennaio 1997) è un altista italiano, medaglia d'argento agli Europei under 23 di Bydgoszcz 2017.

## Biografia
Inizia a praticare l'atletica nel 2008 all'età di 11 anni (categoria Esordienti), esordendo in una gara di corsa campestre in rappresentanza della scuola media di Breno.
Dopo essere stato assente nel 2011 ai campionati italiani cadetti, l'anno successivo partecipa ai nazionali under 16 dove termina ottavo nella gara di salto in alto.
Nel 2013 migliora il piazzamento nei campionati italiani allievi finendo settimo nell'alto.
Dopo aver saltato l'intera stagione agonistica 2014 (era iscritto ai campionati italiani allievi indoor, ma non ha gareggiato), in cui vince però il titolo italiano ai campionati nazionali studenteschi, ritorna nel 2015 gareggiando prima ai nazionali juniores indoor dove termina sesto e poi esordisce agli assoluti di Torino dove termina in decima posizione.
Sempre nel 2015 aveva anche realizzato il minimo per partecipare agli Europei juniores di Eskilstuna in Svezia ed era stato convocato per la rassegna continentale giovanile, ma ha dovuto rinunciare per problemi fisici.
Dopo un anno interlocutorio (era iscritto ai campionati italiani juniores, ma non ha gareggiato, nel 2017 prima si laurea campione italiano under 23 al coperto al suo primo anno di categoria e poi diventa vicecampione assoluto indoor.
Il 23 febbraio viene inserito, dal Direttore Tecnico di Alto Livello Elio Locatelli, nell’elenco degli atleti italiani convocati per gli Europei indoor di Belgrado.
Il 4 marzo esordisce con la maglia azzurra direttamente in una rassegna internazionale seniores: agli Europei indoor di Belgrado (Serbia) nella Kombank Arena, però non riesce ad andare oltre la qualificazione per la finale.
Durante la stagione indoor del 2017 ha migliorato notevolmente il suo primato personale al coperto, portandolo da 2,01 sino a 2,25 metri: con questa misura, al pari di Luca Zampieri, è il diventato il quinto miglior altista italiano under 23 indoor di sempre.
Viene allenato dal duo di tecnici bergamaschi, formato da Orlando Motta e Pierangelo Maroni.

## Progressione

### Salto in alto
| Stagione | Misura | Luogo      | Data       | Rank. Mond. |
| -------- | ------ | ---------- | ---------- | ----------- |
| 2023     | 2,21 m | Rehlingen  | 28-5-2023  |             |
| 2022     | 2,24 m | Rovellasca | 20-7-2022  | 53°         |
| 2021     | 2,17 m | Bergamo    | 12-9-2021  | 182°        |
| 2019     | 2,18 m | Cesena     | 25-5-2019  | 172°        |
| 2018     | 2,20 m | Moratalaz  | 22-6-2018  | 130°        |
| 2017     | 2,24 m | Bydgoszcz  | 15-07-2017 | 69°         |
| 2016     | 2,12 m | Chiari     | 22-5-2016  | 403°        |
| 2015     | 2,15 m | Nembro     | 1-7-2015   | 295°        |
| 2014     | 2,10 m | Milano     | 23-5-2014  | 497*        |
| 2013     | 2,00 m | Cuneo      | 30-6-2013  | 1471°       |
| 2012     | 1,82 m | Chiari     | 11-9-2012  | -           |
| 2011     | 1,70 m | Chiari     | 1-5-2011   | -           |
| 2010     | 1,62 m | Majano     | 4-9-2010   | -           |
| 2009     | 1,52 m | Brescia    | 12-9-2009  | -           |

### Salto in alto indoor
| Stagione | Misura | Luogo       | Data      | Rank. Mond. |
| -------- | ------ | ----------- | --------- | ----------- |
| 2022/23  | 2,21 m | Metz        | 11-2-2023 |             |
| 2021/22  | 2,21 m | Ancona      | 26-2-2022 | 51°         |
| 2017/18  | 2,18 m | Ancona      | 3-2-2018  | 121°        |
| 2016/17  | 2,25 m | Ancona      | 4-2-2017  | 34°         |
| 2014/15  | 2,01 m | Bergamo     | 18-1-2015 | 926°        |
| 2012/13  | 1,83 m | Bergamo     | 12-1-2013 | -           |
| 2009/10  | 1,40 m | Castenedolo | 21-2-2010 | -           |

## Palmarès
| Anno | Manifestazione             | Sede      | Evento        | Risultato | Prestazione | Note                          |
| ---- | -------------------------- | --------- | ------------- | --------- | ----------- | ----------------------------- |
| 2017 | Europei indoor             | Belgrado  | Salto in alto | 13º (q)   | 2,21 m      |                               |
| 2017 | Europei under 23           | Bydgoszcz | Salto in alto | Argento   | 2,24 m      | Miglior prestazione personale |
| 2018 | Camp. del Mediterraneo U23 | Jesolo    | Salto in alto | Oro       | 2,19 m      | Record dei campionati         |
| 2022 | Giochi del Mediterraneo    | Orano     | Salto in alto | 8º        | 2,16 m      |                               |
| 2022 | Europei                    | Monaco    | Salto in alto | 21º (q)   | 2,12 m      |                               |
| 2023 | Europei indoor             | Istanbul  | Salto in alto | 6º        | 2,19 m      |                               |

## Campionati nazionali
- 1 volta campione assoluto indoor nel salto in alto (2022)
- 2 volte campione promesse indoor nel salto in alto (2017, 2018)

2012
- 8º ai Campionati italiani cadetti e cadette, (Jesolo), Salto in alto - 1,75 m[13]

2013
- 7º ai Campionati italiani allievi e allieve, (Jesolo), Salto in alto - 1,90 m[14]

2015
- 6º ai Campionati italiani juniores e promesse indoor, (Ancona), Salto in alto - 2,00 m[15]
- 10º ai Campionati italiani assoluti, (Torino), Salto in alto - 2,10 m[16]

2017
- Oro ai Campionati italiani juniores e promesse indoor, (Ancona), Salto in alto - 2,25 m [17]
- Argento ai Campionati italiani assoluti indoor, (Ancona), Salto in alto - 2,19 m[18]
- Bronzo ai Campionati italiani assoluti, (Trieste), Salto in alto - 2,15 m

2018
- Oro ai Campionati italiani juniores e promesse indoor, (Ancona), Salto in alto - 2,18 m
- Argento ai Campionati italiani juniores e promesse, (Agropoli), Salto in alto - 2,14 m

2019
- Argento ai Campionati italiani juniores e promesse, (Rieti), Salto in alto - 2,16 m

2022
- Oro ai Campionati italiani assoluti indoor, (Ancona), Salto in alto - 2,21 m

2023
- 4º ai Campionati italiani assoluti indoor, (Ancona), Salto in alto - 2,15 m